# Eumastax rubriventris
Eumastax rubriventris är en insektsart som beskrevs av Marius Descamps 1982. Eumastax rubriventris ingår i släktet Eumastax och familjen Eumastacidae. Inga underarter finns listade i Catalogue of Life.